# آيت علي او لحسن
آيت علي او لحسن هي قرية وجماعة قروية تقع في إقليم الخميسات بجهة الرباط سلا القنيطرة، المغرب، وبلغ عدد سكانها 5128 نسمة حسب الإحصاء العام للسكان والسكنى لسنة 2014.